# إميل فريدريش نوبلوخ
إميل فريدريش نوبلوخ (1846-1936) (بالإنجليزية: Emil Friedrich Knoblauch)‏ هو عالم نبات ألماني.